# Teorías desacreditadas sobre el origen del VIH/SIDA
Han surgido varias teorías alternativas que intentan explicar orígenes diferentes del virus de la inmunodeficiencia humana (VIH) y del síndrome de inmunodeficiencia adquirida (SIDA), con afirmaciones que van desde una exposición accidental hasta posibles acciones intencionadas. Como resultado, se han realizado diversas investigaciones, concluyendo que cada una de estas teorías se basa en información errónea o infundada. Se ha comprobado que el VIH evolucionó a partir del virus de inmunodeficiencia en simios (VIS) o que tiene una relación cercana con él en África Central Occidental a principios del siglo XX. El VIH fue descubierto en los años 80 por el científico francés Luc Montagnier. Antes de esa época, el VIH era una enfermedad mortal desconocida.

## Teorías desacreditadas

### Hipótesis de Duesenberg
La teoría propuesta por el biólogo estadounidense Peter Duesberg sugería que el SIDA era causado por factores no infecciosos, como el consumo de drogas recreativas y medicamentos, y que el VIH era un virus inofensivo y temporal. Esta hipótesis ha sido ampliamente desacreditada, ya que carece de evidencia sólida que la respalde, ignora pruebas contrarias y ha sido refutada de manera definitiva.

### Teoría de la vacunación contra la viruela
En 1987, se planteó la idea de que la epidemia de SIDA podría haberse originado debido a la campaña masiva de vacunación para erradicar la viruela.Un artículo de The Times lo sugirió, citando a un asesor anónimo de la OMS que decía: "Creo que la teoría de la vacuna contra la viruela explica el auge del SIDA". Hoy en día, se sabe que la vacuna contra la viruela puede provocar complicaciones graves en personas con sistemas inmunitarios debilitados, y el artículo del Times mencionó el caso de un recluta militar con VIH latente que murió poco después de recibirla. Sin embargo, no se mencionó ningún caso de personas que no tuvieran VIH previamente. En la actualidad, varias publicaciones científicas consideran que el VIH es una contraindicación para la vacuna contra la viruela, tanto para las personas infectadas como para sus parejas sexuales y familiares.Algunos teóricos de la conspiración han propuesto una versión más amplia de esta hipótesis, sugiriendo que la vacuna contra la viruela fue deliberadamente contaminada con VIH.
Por otro lado, un estudio publicado en 2010 propuso que la erradicación de la viruela y el fin de las campañas masivas de vacunación podrían haber influido en la aparición repentina del VIH. Según esta teoría, la vacuna contra la viruela podría haber ofrecido cierto nivel de protección frente a la infección por VIH o haber retrasado el avance de la enfermedad.Más allá del efecto de la vacuna en sí, su aplicación práctica en África formó parte de un conjunto de inyecciones no estériles que posiblemente facilitaron la transmisión y evolución de los virus de inmunodeficiencia.

### Teoría de la vacuna contra la hepatitis B (VHB)
El dermatólogo Alan Cantwell, en sus libros autoeditados SIDA y los médicos de la muerte: Una investigación sobre el origen de la epidemia del sida (1988) y Sangre queer: La trama secreta del genocidio del SIDA (1993), sostuvo que el VIH fue creado artificialmente por científicos del gobierno de Estados Unidos mediante ingeniería genética. Según su versión, el virus habría sido introducido en la población a través de ensayos con la vacuna contra la hepatitis B, realizados entre 1978 y 1981 en hombres homosexuales y bisexuales en varias ciudades importantes del país. Cantwell señalaba al investigador Wolf Szmuness como responsable de esos experimentos y aseguraba que el gobierno encubrió el origen real de la epidemia del SIDA. Otros autores como Robert B. Strecker,Matilde Krim y Milton William Cooper también han difundido teorías similares.

### Teoría de la vacuna oral contra la polio (OPV)
En 1999, el periodista Edward Hooper presentó una versión actualizada de su hipótesis sobre la relación entre la vacuna antipoliomielítica oral (OPV) y el SIDA. En ella sugería que los primeros lotes de esta vacuna, cultivados en células renales de chimpancés infectados con su virus, habrían sido el origen del VIH-1 en África Central. Aunque algunos científicos consideraron inicialmente que esta teoría era posible, investigaciones posteriores no encontraron evidencia que la respaldara.Además, estudios de biología molecular y filogenética contradicen la hipótesis, y actualmente existe un consenso científico que la considera desacreditada.De hecho, un artículo publicado en Nature en 2004 la calificó directamente como "refutada".

### Teorías adicionales
Estas teorías suelen señalar al gobierno de Estados Unidos o a empresas contratadas por este como responsables del surgimiento del VIH:_

#### Creado en Fort Detrick
Jakob Segal (1911-1995), profesor en la Universidad Humboldt de la antigua Alemania Oriental, afirmó que el VIH fue creado en un laboratorio militar de Estados Unidos, en Fort Detrick, combinando dos virus: el Visna y el HTLV-1. Según su teoría, este nuevo virus habría sido desarrollado entre 1977 y 1978 y probado en prisioneros que se ofrecieron voluntariamente a cambio de una reducción en sus condenas. Segal sostenía que el virus se diseminó a la población general a partir de esos prisioneros.
Al término de la Guerra Fría, los exagentes de la KGB Vasili Mitrojin y Oleg Gordievski revelaron por separado que la teoría del origen del VIH en Fort Detrick fue parte de una campaña de desinformación creada por la Primer Alto Directorio de la KGB, bajo el nombre en clave "Operación Denver". Esta versión fue posteriormente confirmada por Günther Bohnensack, oficial de la sección X del servicio de inteligencia de Alemania Oriental.
Se sabe que Segal mantenía una estrecha relación con oficiales de la KGB, y Mitrojin lo identificó como un miembro clave de la operación.No está completamente claro si Segal desarrolló la hipótesis por su propia cuenta o si simplemente seguía instrucciones. El propio Segal siempre negó la segunda opción y continuó defendiendo su teoría incluso después de que se cancelara la operación y terminara la Guerra Fría.

#### Conspiración para disminuir la población
En Behold a Pale Horse (1991), el locutor de radio y autor Milton William Cooper (1943-2001) sugirió que el SIDA era producto de una conspiración destinada a reducir las poblaciones de negros, hispanos y homosexuales.

## Prevalencia de creencias conspirativas
Según Phil Wilson, director ejecutivo del Instituto Afroamericano del SIDA en Los Ángeles, las teorías conspirativas están obstaculizando los esfuerzos para prevenir el SIDA. Estas teorías llevan a las personas a creer que, sin importar las precauciones que tomen, seguirán siendo vulnerables a la enfermedad. Un estudio realizado en 2005 indicó que esto puede hacer que las personas sean menos cuidadosas al involucrarse en prácticas de riesgo, ya que consideran que prevenir el contagio no tiene sentido".Casi la mitad de los 500 afroamericanos encuestados afirmó que el VIH es artificial. Más de una cuarta parte afirmó creer que el SIDA se produjo en un laboratorio gubernamental, y el 12 % afirmó que fue creado y propagado por la CIA... Al mismo tiempo, el 75 % afirmó creer que las agencias médicas y de salud pública están trabajando para detener la propagación del SIDA en las comunidades afroamericanas".

## Destacados defensores de teorías desacreditadas

### Nación del Islam
La Nación del Islam sostiene que los gobiernos y las compañías farmacéuticas han llevado a cabo políticas racistas y genocidas, incluyendo la creación y propagación del VIH. Como resultado, el grupo instó a boicotear los programas de vacunación infantil patrocinados por Estados Unidos. Leonard Horowitz ha sido citado como una figura influyente en la decisión de realizar el boicot.

### Wangari Maathai
La activista ambiental y galardonada con el Premio Nobel de la Paz en 2004, Wangari Maathai, fue entrevistada por la revista Time sobre una afirmación previa en la que se sugirió que "el SIDA es un arma biológica creada por el mundo desarrollado para exterminar a la población negra". Al respecto, Maathai comentó: "No sé quién creó el SIDA ni si es un agente biológico. Lo que sí sé es que este tipo de cosas no surgen de la nada... Creo que hay algo de verdad que no se revela completamente".Posteriormente, en diciembre de 2004, Maathai publicó una declaración en la que aclaró: "Nunca he dicho ni creído que el virus haya sido creado por personas blancas o por poderes blancos para destruir al pueblo africano. Esas opiniones son dañinas y destructivas".

### Manto Tshabalala-Msimang
En el año 2000, el ministro de Salud de Sudáfrica, Manto Tshabalala-Msimang, fue duramente criticado por distribuir un capítulo del libro de Cooper que aborda esta teoría a altos funcionarios del gobierno sudafricano.Nicoli Nattrass, una crítica de largo plazo de los negacionistas del SIDA, cuestionó a Tshabalala-Msimang por otorgar legitimidad a las teorías de Cooper y por promoverlas en África.